# Lễ hội rước bánh giầy
Hội rước bánh giầy, hay Hội làng Bá, là lễ hội truyền thống được tổ chức ngày 3 Tết Nguyên đán hằng năm tại làng Bá Dương Nội, xã Hồng Hà, huyện Đan Phượng (thành phố Hà Nội), lễ được tổ chức để tỏ lòng biết ơn vị quan triều thái phó nhà Hậu Lê tên là Thiếu Khanh có công tu sửa chùa, tậu ruộng đất cho dân cày ruộng ở thế kỷ thứ 15. Hội rước bánh giầy là lễ hội quan trọng của làng Bá Dương Nội. Sau khi tưởng niệm ghi nhớ công của ông, dân làng đi đến đền thờ Gìa Lê, là nơi thờ cúng của vị quan thái phó. Phẩm vật chủ yếu của lễ hội này là bánh giầy vì bánh giầy là bánh không tốn kém nhiều nhưng lại rất có ý nghĩa với người Việt Nam, một đất nước lúa nước.
Dù là lễ hội có tính chất địa phương nhưng nó không chỉ lôi cuốn các bậc cao niên, thanh niên, nam, nữ trong xã tham gia nói chung mà nó còn thu hút nhiều đoàn nghệ thuật đến từ nhiều tỉnh, thành phố trong cả nước góp phần tưng bừng của lễ hội.